# Студеный (Самарская область)
Студёный — поселок в Красноярском районе Самарской области в составе сельского поселения Большая Каменка. 

## География
Находится на правом берегу реки Сок на расстоянии примерно 20 километров по прямой на северо-восток от районного центра села Красный Яр.

## История
Основано как выселок села Большая Каменка.

## Население
Постоянное население составляло 7 человек (русские 86%) в 2002 году, 14 в 2010 году.